# Themista
Themista (altgriechisch Θεμίστα Themísta, auch Θεμίστη Themístē) war eine antike griechische Philosophin. Sie lebte zu Beginn des 3. Jahrhunderts v. Chr. in Lampsakos und gehörte der epikureischen Schule an.
Laut Clemens von Alexandria war sie Tochter des Zoilos von Lampsakos und mit Leonteus verheiratet. Das Paar hatte einen Sohn namens Epikuros.
Themista und Leonteus hatten regen Kontakt zu Epikur, der gegen Ende des 4. Jahrhunderts v. Chr. in Lampsakos weilte. Diogenes Laertios überliefert, dass Epikur mehrere Briefe an Leonteus und Themista geschrieben hat. Das älteste Zeugnis für diesen Briefverkehr findet sich auf einem Papyrus aus Herkulaneum, der das Werk Pragmateiai des im 1. Jahrhundert v. Chr. lebenden Philodemos von Gadara in Fragmenten enthält. Hier wird ein Brief an Themista erwähnt, der während des Archontats des Philippos, das heißt im Jahr 292/291 v. Chr., geschrieben worden ist. Diogenes Laertios zitiert aus einem der Briefe, in dem Epikur ankündigt, sie sofort zu besuchen, sollten sie einen Ort für dieses Treffen nennen. Für ein weiteres Briefzitat, dessen Inhalt bis heute rätselhaft bleibt, beruft er sich auf die Schrift Gegen Epikur eines nicht näher zu bestimmenden Theodoros. In seiner Liste der wichtigsten Schriften Epikurs nennt Diogenes Laertios auch ein Werk mit dem Titel Neokles – gemeint ist wohl der gleichnamige Bruder Epikurs –, das Themista gewidmet war.
Von Schriften Themistas selbst ist nichts bekannt, doch stellt Cicero ihre Weisheit rühmend heraus – oder setzt ihre Kenntnis als bekannten Topos voraus –, wenn er in seiner Invektive In L. Calpurnium Pisonem dem geschmähten Piso entgegenhält: „und wärest Du weiser als Themista“ (sis licet Themista sapientior). Doch könnte Ciceros Vergleich auch ironisch gemeint gewesen sein, zumal er an anderer Stelle den Epikureern vorwirft, sie würden sich nie zu wichtigen Männern wie Lykurg, Solon, Miltiades etc. äußern, dafür aber ganze Bände über Themista füllen.